# Шмакова, Алла Алексеевна
Алла Алексеевна Шмакова (род. 1944) — советский и российский художник декоративного искусства,  академик РАХ (2011; член-корреспондент с 2007). Член СХ СССР (1973; СХР с 1991). Заслуженный художник Российской Федерации (1997). Народный художник Российской Федерации (2006).

## Биография
Родилась 12 июня 1944 года в городе Москве.
С 1963 по 1968 годы обучалась на художественном факультете Московского технологического института. С 1970 по 1978 годы помимо творчества А. А. Шмакова занималась и педагогической деятельностью, работала — ассистентом кафедры композиции в Московском технологическом институте.
С 1969 года А. А. Шмакова является постоянным участником в московских, республиканских, всесоюзных и международных выставках по вышитым картинам — гобеленам. Наиболее значимыми работами А. А. Шмаковой в области гобелена являются: «Слава Баженова»,  «Танец Одиссея», «Вечером синим, вечером лунным...», «Школа радости», «Стражи серебряных вод» и такие серии как — «Шествие ангелов», «Наполеон», «Пепел Помпеи», «Москва 18-го века в творчестве Матвея Казакова» для интерьера Здания мэрии Москвы и «Москва Белокаменная» для интерьера зала приёмов Посольства России в Чехии. Художественные работы А. А. Шмаковой находятся во многих музеях России, в том числе в — Государственном историко-художественном музее-заповеднике «Царицыно», Бородинском военно-историческом музее-заповеднике, Всероссийском музее декоративно-прикладного и народного искусства, Ярославском художественном музее, Пермской государственной художественной галереи и в Мордовском республиканском музее изобразительных искусств имени С. Д. Эрьзи в Саранске.
С 1973 года А. А. Шмакова была выбрана членом Союза художников СССР (членом Союза художников России с 1991 года). С 1973 по 1998 годы А. А. Шмакова работала — членом бюро и председателем подсекции текстиля секции декоративного искусства, членом бюро и председателем Правления секции декоративного искусства Московского союза художников, членом Правления — МОСХ, СХР, членом — декоративной комиссии СХР и художественных и экспертных советов при Художественных фондах  МОСХ и СХР. С 1994 года является так же — членом Комиссии по премиям в области литературы и искусства города Москвы и Московской области.
В 2007 году А. А. Шмакова была избрана член-корреспондентом, а с 2011 года — действительным членом Российской академии художеств.
В 1997 году А. А. Шмаковой было присвоено почётное звание — Заслуженный художник Российской Федерации, в 2006 году — Народный художник Российской Федерации.
Супруг — Заслуженный художник Российской Федерации, член-корреспондент РАХ Вячеслав Иванович Павлов (1934—2014).

## Награды

### Звания
- Народный художник Российской Федерации (2006)
- Заслуженный художник Российской Федерации (1997)

### Прочие награды
- Серебряная медаль АХ СССР (1990)